# Alter-Votants
 (juillet 2024).
Alter-Votants est un groupe et une plateforme fondés en 2017,,, visant à connecter les étrangers ne pouvant pas voter et les abstentionnistes lors des élections françaises. 
En 2017, la plateforme a enregistré 5 000 inscriptions.